# Katia (film, 1938)
Pour les articles homonymes, voir Katia.
Pour plus de détails, voir Fiche technique et Distribution.
Katia  est un film français réalisé par Maurice Tourneur, sorti en 1938.

## Synopsis
En 1857, la jeune Catherine Dolgorouki, dite Katia, fait la connaissance du tsar Alexandre II dans le château familial des Dolgorouki. Elle le rencontre à nouveau, deux ans plus tard, à l’Institut Impérial de Smolny où elle est pensionnaire. Défiant les convenances, le tsar l’emmène en promenade en traîneau. Séduit par sa beauté et son impertinence, il tombe amoureux. Quelques années plus tard, vivant près de la cour, elle devient la maîtresse du Tsar mais très vite Katia doit s’exiler en France par peur du scandale. Invité par Napoléon III, Alexandre II se rend à Paris et retrouve Katia qu’il n’a jamais cessé d’aimer.
De retour en Russie, les deux amants se voient fréquemment et pour la rencontrer, Alexandre II n’hésite pas à affronter le danger en sortant du palais sans protection malgré les menaces d’attentats terroristes.
Craignant pour la vie de son mari, la Tsarine, très malade, demande à Katia de devenir sa demoiselle d’honneur pour qu’elle s’installe au palais afin d’éviter tout danger. Sous l’influence de Katia, Alexandre II tente de réformer le pays et veut lui octroyer une Constitution. Après la mort de la tsarine, Alexandre épouse Katia et projette de la consacrer Impératrice mais, à la veille de la cérémonie, Alexandre II périt dans un attentat. Le nouveau Tsar abolira le projet d’Alexandre II.

## Fiche technique
- Titre original : Katia
- Réalisation : Maurice Tourneur
- Assistant : Louis d'Hee
- Scénario : Jean-Jacques Bernard et Jacques Companeez, d'après le roman de la princesse Marthe Bibesco (alias Lucile Decaux)
- Dialogue : Jean-Jacques Bernard et Lucile Decaux
- Direction artistique : Guy de Gastyne
- Décors : Alexandre Arnstam et Guy de Gastyne
- Costumes : Alexandre Arnstam et Boris Bilinsky
- Photographie : Robert Lefebvre et André Germain
- Son : Paul Duvergé et Paul Planson
- Montage : Roger Mercanton
- Musique : Wal-Berg
- Société de production : Metropa Films
- Pays de production :  France
- Langue : français
- Format : noir et blanc — 35 mm — 1,37:1 — son Mono
- Genre : drame historique
- Durée : 89 minutes
- Dates de sortie : 
  - France : 19 octobre 1938
  - États-Unis : 22 décembre 1939
- Affiche : Cyril Arnstam (France)

## Distribution
- Danielle Darrieux : Katia
- John Loder : le tsar Alexandre II de Russie
- Aimé Clariond : le comte Schowaloff
- Marie-Hélène Dasté : la tsarine
- Jeanne Provost : Mademoiselle Trépeau
- Marcel Carpentier : le général Potapoff
- Thérèse Dorny : la baronne
- Marcelle Praince : la grande-duchesse
- Génia Vaury : l'Impératrice Eugénie
- Raymond Aimos : l'ouvrier parisien
- Marcel Simon : le prince Dolgorouky
- Charlotte Lysès : la directrice du pensionnat
- Maurice Schutz : l'évêque
- Jacques Erwin : Troubetskoï
- André Carnège : le Grand-Duc
- Paul Escoffier : le médecin
- Germaine Michel : Sidonie
- Georges Flateau : l'empereur Napoléon III
- Georges Douking : l'espion
- André Varennes : Ivanoff
- Pierre Labry : le sergent de police
- Eddy Debray : le terroriste
- Jean Ayme : le valet des Dolgorouky
- Georges Prieur : le chambellan
- Paul Marthès : l'ambassadeur turc
- Ginette d'Yd : une dame d'honneur
- Anthony Gildès : un dignitaire
- Robert Favart : un officier
- Marie-Jacqueline Chantal : une surveillante
- Simone Gauthier

## Production
- En 1937, c'est à Raymond Bernard que l'on propose de réaliser "Katia", déjà avec Danielle Darrieux, à partir d'une adaptation du roman par Henri Decoin, le mari de D. Darrieux à l'époque. Mais elle part aux États-Unis en septembre sans que rien n'ait encore été tourné et son retour en France est retardé plusieurs fois. Finalement, R. Bernard renonce à ce film pour se consacrer à "J'étais une aventurière" (avec Edwige Feuillère) et c'est Maurice Tourneur qui va le réaliser en 1938[1].